# 李详 (唐朝)
李详（779年—782年12月6日），唐朝皇子，是唐德宗李适的第五子，生母不详。
大历十四年（779年）六月，李详被父亲唐德宗封为肃王，拜开府仪同三司。建中三年（782年）十月廿七，李详去世，时年四岁，唐德宗废朝三日，赠扬州大都督。唐德宗想把李详的坟墓建成砖塔，礼仪使判官、司门郎中李岩劝阻。

## 延伸阅读
[在维基数据编辑]
 《舊唐書/卷150》，出自刘昫《舊唐書》